# Harlan Coben
Harlan Coben (ur. 4 stycznia 1962 w Newark w stanie New Jersey) – amerykański pisarz, autor powieści kryminalnych.

## Życie osobiste[1]
Harlan Coben urodził się w żydowskiej rodzinie w Newark. Tu wychowywał się i uczęszczał do szkoły w Livingston, w stanie New Jersey. Podczas nauki w Amherst College należał do bractwa Psi Upsilon. W tym samym czasie jego członkiem był również Dan Brown, autor Kodu Leonarda da Vinci. Obaj autorzy są dobrymi przyjaciółmi. Po uzyskaniu dyplomu z politologii Coben pracował w branży turystycznej, w firmie, która należała do jego dziadka.
Obecnie mieszka w New Jersey, wraz z żoną Anne Armstrong-Coben (lekarzem pediatrą) i czwórką dzieci.

## Kariera
Jako jedyny współczesny autor otrzymał trzy najbardziej prestiżowe nagrody literackie przyznawane w kategorii powieści kryminalnej: Anthony Award, Barry Award i najważniejszą, jaką jest Edgar Award. Ponadto pisarz został także uhonorowany nagrodą Premio RBA de Novela Policiaca. Jest to wyróżnienie przyznawane przez wydawnictwo RBA z siedzibą w Barcelonie.
| Rok  | Nagroda                                       | Uhonorowana powieść                |
| ---- | --------------------------------------------- | ---------------------------------- |
| 1996 | Anthony Award for Best Paperback Original     | Bez skrupułów (Deal Breaker)       |
| 1997 | Edgar Award for Best Paperback                | Bez śladu (Fade Away)              |
| 1997 | Shamus Award for Best Original P.I. Paperback | Bez śladu (Fade Away)              |
| 1998 | Barry Award for Best Paperback Original       | Błękitna krew (Back Spin)          |
| 2010 | Premio RBA de Novela Policiaca                | Wszyscy mamy tajemnice (Live Wire) |

Harlan Coben został uhonorowany nagrodami z różnych części świata. Odznaczony został przez burmistrza Paryża Medalem Honorowym Vermeila za zasługi dla kultury i społeczeństwa. Otrzymał także nagrodę Grand prix des lectrices de Elle, która przyznawana jest przez czytelników magazynu „Elle”. Natomiast w Anglii zdobył CWA/ITV3 Bestseller Dagger – nagrodę dla ulubionego pisarza kryminałów.
Ponadto Harlan Coben jest członkiem New England Basketball Hall of Fame od czasów nauki w Amherst College. Natomiast w 2013 roku został wprowadzony do Hall of Excellence, należącej do Little League Baseball.

## Twórczość
Coben był na ostatnim roku w college’u, kiedy uświadomił sobie, że chce pisać. W jego powieściach często pojawiają się nierozwiązane bądź niedokończone sprawy z przeszłości (takie jak morderstwa, tragiczne wypadki etc.) oraz wielokrotne zwroty akcji. W książkach Cobena fabuła toczy się w stanach Nowy Jork i New Jersey.
Warto także nadmienić, że Harlan Coben jest autorem felietonów i esejów publikowanych na łamach takich czasopism jak „New York Times”, „Parade Magazine” i „Bloomberg Views”.

### Cykle[7]

#### Myron Bolitar
- 1995 Bez skrupułów (Deal Breaker)
- 1996 Krótka piłka (Drop Shot)
- 1996 Bez śladu (Fade Away)
- 1997 Błękitna krew (Back Spin)
- 1998 Jeden fałszywy ruch (One False Move)
- 1999 Ostatni szczegół (The Final Detail)
- 2000 Najczarniejszy strach (Darkest Fear)
- 2006 Obiecaj mi (Promise Me)
- 2009 Zaginiona (Long Lost)
- 2011 Wszyscy mamy tajemnice (Live Wire)
- 2016 W domu (Home)
- 2024 Pomyśl dwa razy (Think Twice)

#### Mickey Bolitar
- 2011 Schronienie (Shelter)
- 2012 Kilka sekund od śmierci (Seconds Away)
- 2014 Odnaleziony (Found)

#### Windsor Horne Lockwood III
- 2021 Mów mi Win (Win)

#### Wilde
- 2020 Chłopiec z lasu (The Boy from the Woods)
- 2022 Brakujący element (The Match)

#### Pozostałe powieści[7]
- 1990 Mistyfikacja (Play Dead)
- 1991 Klinika śmierci (Miracle Cure)
- 2001 Nie mów nikomu (Tell No One)
- 2002 Bez pożegnania (Gone For Good)
- 2003 Jedyna szansa (No Second Chance)
- 2004 Tylko jedno spojrzenie (Just One Look)
- 2005 Niewinny (The Innocent)
- 2007 W głębi lasu (The Woods)
- 2008 Zachowaj spokój (Hold Tight)
- 2010 Na gorącym uczynku (Caught)
- 2012 Zostań przy mnie (Stay Close)
- 2013 Sześć lat później (Six Years)
- 2014 Tęsknię za tobą (Missing You)
- 2015 Nieznajomy (The Stranger)
- 2016 Już mnie nie oszukasz (Fool Me Once)
- 2017 Nie odpuszczaj (Don’t Let Go)
- 2019 O krok za daleko (Run Away)
- 2023 Za wszelką cenę (I Will Find You)

### Inne
- 2007 Aż śmierć nas rozłączy (Death Do Us Part: New Stories about Love, Lust, and Murder) (zbiór opowiadań różnych autorów pod redakcją Harlana Cobena)
- 2011 Najlepsze amerykańskie opowiadania kryminalne (The Best American Mystery Stories 2011) (redaktor antologii)

## Filmografia[8]

### Adaptacje powieści
| Rok  | Tytuł polski              | Tytuł oryginalny       | Kraj produkcji    | Reżyseria                                                           | Inne                |
| ---- | ------------------------- | ---------------------- | ----------------- | ------------------------------------------------------------------- | ------------------- |
| 2006 | Nie mów nikomu            | Ne le dis à personne   | Francja           | Guillaume Canet                                                     | film pełnometrażowy |
| 2015 | Jedyna szansa             | Une chance de trop     | Francja           | Sydney Gallonde                                                     | serial, 6 odcinków  |
| 2017 | Tylko jedno spojrzenie    | Juste un regard        | Francja           | Sydney Gallonde                                                     | serial, 6 odcinków  |
| 2020 | Nieznajomy                | The Stranger           | Wielka Brytania   | Daniel O’Hara, Hannah Quinn                                         | serial, 8 odcinków  |
| 2020 | W głębi lasu              | W głębi lasu           | Polska            | Leszek Dawid, Bartosz Konopka                                       | serial, 6 odcinków  |
| 2021 | Niewinny                  | El inocente            | Hiszpania         | Oriol Paulo                                                         | serial, 8 odcinków  |
| 2021 | Bez pożegnania            | Disparu à amais        | Francja           | Juan Carlos Medina                                                  | serial, 5 odcinków  |
| 2021 | Zostań przy mnie          | Stay close             | Wielka Brytania   | Daniel O’Hara, Lindy Heymann                                        | serial, 8 odcinków  |
| 2022 | Zachowaj spokój           | Zachowaj spokój        | Polska            | Michał Gazda, Bartosz Konopka                                       | serial, 6 odcinków  |
| 2023 | Harlan Coben: Schronienie | Harlan Coben's Shelter | Stany Zjednoczone | Edward Ornelas, Christina Choe, Deborah Kampmeier, Patricia Cardoso | serial, 8 odcinków  |
| 2024 | Już mnie nie oszukasz     | Fool me once           | Wielka Brytania   | David Moore, Nimer Rashed                                           | serial, 8 odcinków  |
| 2025 | Tęsknię za tobą           | Missing you            | Wielka Brytania   | Isher Sahota                                                        | serial, 5 odcinków  |
| 2025 | Tylko jedno spojrzenie    | Just one look          | Polska            | Marek Lechki, Monika Filipowicz                                     | serial, 6 odcinków  |

### Inne
Harlan Coben jest także autorem scenariuszy do seriali. Dotychczas powstały dwie produkcje zrealizowane według scenariuszy jego autorstwa:
- 2016 Porzucony według Harlana Cobena (Harlan Coben’s The Five);
- 2018 Safe przedstawia Harlan Coben (Harlan Coben’s Safe).